# Cycas bougainvilleana
Cycas bougainvilleana K.D. Hill, 1994 è una pianta appartenente alla famiglia delle Cycadaceae, diffusa nel sud-est asiatico.

## Descrizione
È una cicade con fusto eretto, alto sino a 5 m.
Le foglie, pennate, lunghe 240-270 cm, sono disposte a corona all'apice del fusto e sono rette da un picciolo lungo 30-65 cm; ogni foglia è composta da 130-260 paia di foglioline lanceolate, con margine leggermente ricurvo, lunghe mediamente 25-34 cm, di colore verde, inserite sul rachide con un angolo di 60-80°.
È una specie dioica con esemplari maschili che presentano microsporofilli disposti a formare strobili terminali fusiformi ed esemplari femminili con macrosporofilli che si trovano in gran numero nella parte sommitale del fusto, con l'aspetto di foglie pennate che racchiudono gli ovuli, in numero di 4-10.  
I semi sono grossolanamente ovoidali, ricoperti da un tegumento di colore dall'arancio al marrone.

## Distribuzione e habitat
È confinata lungo la costa delle isole Bougainville e Nuova Britannia della Papua Nuova Guinea e nelle Isole Salomone.

Prospera su dune stabili di sabbia corallina calcarea, nelle prossimità di promontori e nelle foreste mesofile.

## Conservazione
La IUCN Red List classifica C. bougainvilleana come specie prossima alla minaccia (Near Threatened).

La specie è inserita nella Appendice II della Convention on International Trade of Endangered Species (CITES)